# William Cuthbertson
William Cuthbertson (Dunfermline, Escòcia, 21 de juliol de 1902 - Dunfermline, 1963) va ser un boxejador escocès que va competir en els anys posteriors a la Primera Guerra Mundial.
El 1920 va prendre part en els Jocs Olímpics d'Anvers, on guanyà la medalla de bronze de la categoria del pes mosca, en perdre en semifinals contra Anders Petersen i guanyar el combat per la medalla de bronze a Charles Albert.
Entre 1926 i 1927 lluità com a professional, amb un balanç de 7 victòries i 2 derrotes.